# Монтаньо Сальватьерра, Роса Хульета
Роса Хульета Монтаньо Сальватьерра (исп. Rosa Julieta Montaño Salvatierra; род. 16 августа 1946) — боливийская юристка, правозащитница, активистка за права женщин, писательница-феминистка и лауреат Международной ежегодной женской премии госсекретаря США «За храбрость» в 2015 году.

## Ранние годы
Хульета Монтаньо родилась 16 августа 1946 года в Кийаколло, в Кочабамбе (Боливия). Она получила степень бакалавра гуманитарных наук в Главном университете Сан-Симона (исп. Universidad Mayor de San Simón) в 1965 году, степень в области юриспруденции — в том же университете в 1972 году, степень магистра в области прав человека и политологии — в Главном университете Сан-Симона и Университете Уэльвы (Уэльва, Испания), продолжила работу над получением докторской степени по правам человека в Университете имени Пабло де Олавиде в Севилье (Испания).

## Карьера
Монтаньо занимала должность вице-президента Ассамблеи по правам человека Боливии и занималась контролем за их соблюдением в Кочабамбе (Боливия). С 1997 по 2002 год она была членом Палаты депутатов Боливии от департамента Кочабамба.
В 1981 году в результате ультраправого «кокаинового переворота» генерала Луиса Гарсиа Месы Хульета Монтаньо, которая в то время возглавляла «Союз боливийских женщин» (исп. Union de Mujeres de Bolivia, UMBO), была помещена под домашний арест. Период диктатуры закончился 4 августа 1981 года, и Монтаньо вернулась к своей юридической практике.
11 апреля 1985 года Монтаньо основала «Юридическое бюро для женщин» (исп. Oficina Jurídica para la Mujer, OJM), которое занимало защитой прав женщин и работало над искоренением и защитой от сексуальной эксплуатации и насилия в отношении женщин. Посредством образовательной программы и разработки государственной политики, а также социальной, психологической и юридической помощи организация продвигает идеи гендерного равенства. С момента своего основания организация оказала юридическую помощь более чем 30 000 женщинам, ставшим жертвами изнасилований, сексуальных домогательств и домашнего насилия, а также активно сотрудничала с законодательными органами Боливии над разработкой законов по защите женщин от подобных проблем. Так, например, в 2013 году правительство Боливии приняло закон о фемициде, предусматривающий наказание виновных с максимальным сроком тюремного заключения до 30 лет без возможности условно-досрочного освобождения. Это самое суровое наказание, разрешённое законодательством Боливии.
Несмотря на то, что Монтаньо была заключена в тюрьму в эпоху диктатуры в Боливии, он смогла впоследствии работать над изменением государственной политики. По данным Государственного департамента США, она «оказала влияние почти на все законодательные акты, защищающие права женщин и принятые за последние 30 лет» в Боливии.

## Сотрудничества
- 1994—1999: представитель Комитета стран Латинской Америки и Карибского бассейна по защите прав женщин (CLADEM).[2]
- 2002 — настоящее время: член совета директоров Центра правосудия и международного права (CEJIL)[3].
- 2004 — настоящее время: член консультативного почётного совета CLADEM, также она выполняет функции члена их юридического совета[4].
- Генеральная ассамблея Организации американских государств (ОАГ) в 2007 году назначила Монтанью одним из семи членов Межамериканской комиссии по правам человека (МАКПЧ).[9]

## Избранные работы
- Sistematización de Experiencias en Respuestas Sociales en Cuestión de Vida: Balance Regional y Desafíos sobre el Derecho de las Mujeres a una Vida sin Violencia. Comité de América Latina y el Caribe para la Defensa de los Derechos de la Mujer — CLADEM, Lima. (2000) (на испанском языке).
- «Situación Jurídica de la Mujer» en Suplemento Mujeres del Mundo: Leyes y Políticas y Afectan sus Vidas Reproductivas. Centro Legal para Derechos Reproductivos y Políticas Públicas, DEMUS — Estudio para la Defensa y los Derechos de la Mujer, Nueva York, Estados Unidos. (2000) (на испанском языке).
- Derechos reproductivos de la mujer en Bolivia: un informe sombra. (2001) (на испанском языке).
- «Bolivia: Ethnicity, Race and Gender» en Race, Ethnicity, Gender, and Human Rights in the Americas: New Paradigm for Activism. (182—186) Washington. (2001) (на английском языке).
- Women’s Reproductive Rights in Bolivia: A Shadow Report. (2001) (на английском языке).
- «Principio de los Derechos Humanos: Marco Legal y Normativo» en Agenda Defensorial No. 3. Defensor del Pueblo, La Paz. (2003) (на испанском языке).
- Ley Marco sobre Derechos Sexuales y Reproductivos: Principios y Jurisprudencia que la Sustentan. Oficina Jurídica para la Mujer, Cochabamba. (2004) (на испанском языке).
- Tendencias de la jurisprudencia internacional en el ámbito de los derechos sexuales y los derechos reproductivos. (2007) (на испанском языке).
- Ley marco sobre derechos sexuales y reproductivos : principios y jurisprudencia que la sustentan. (2009) (на испанском языке).